# ギリシャのイスラム教

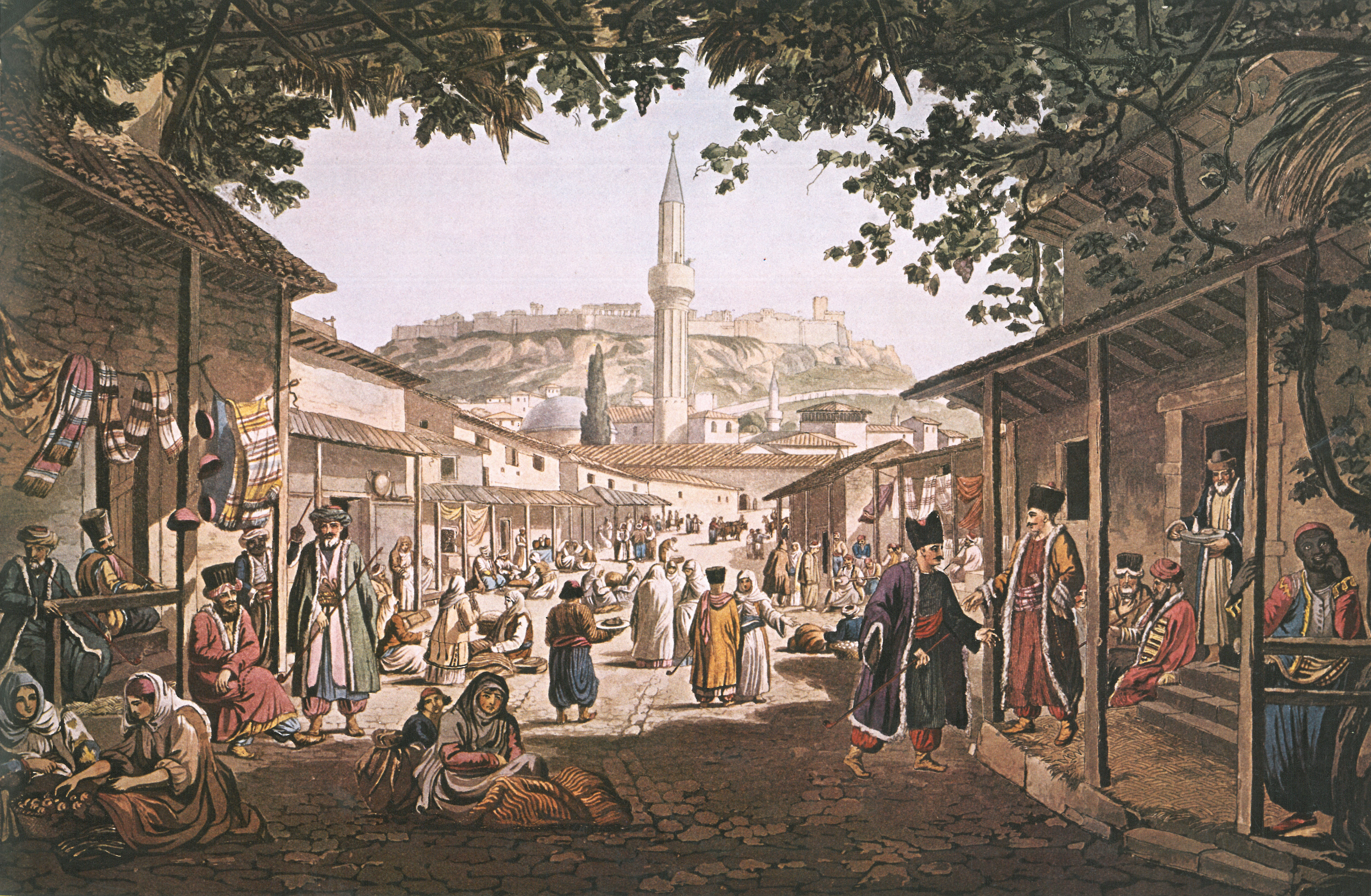
「アテネのバザール」（エドワード・ドッドウェル作）

本項目ではギリシャのイスラム教について記述する。

## 概要
主にオスマン帝国時代のクレタ島やイピロス、マケドニア西部の他、現在のギリシャ北部の東マケドニア・トラキアにおける数多くの土着民に見受けられる。近年ではイスラム世界出身の移民がアテネに居住。

## ギリシャのムスリム

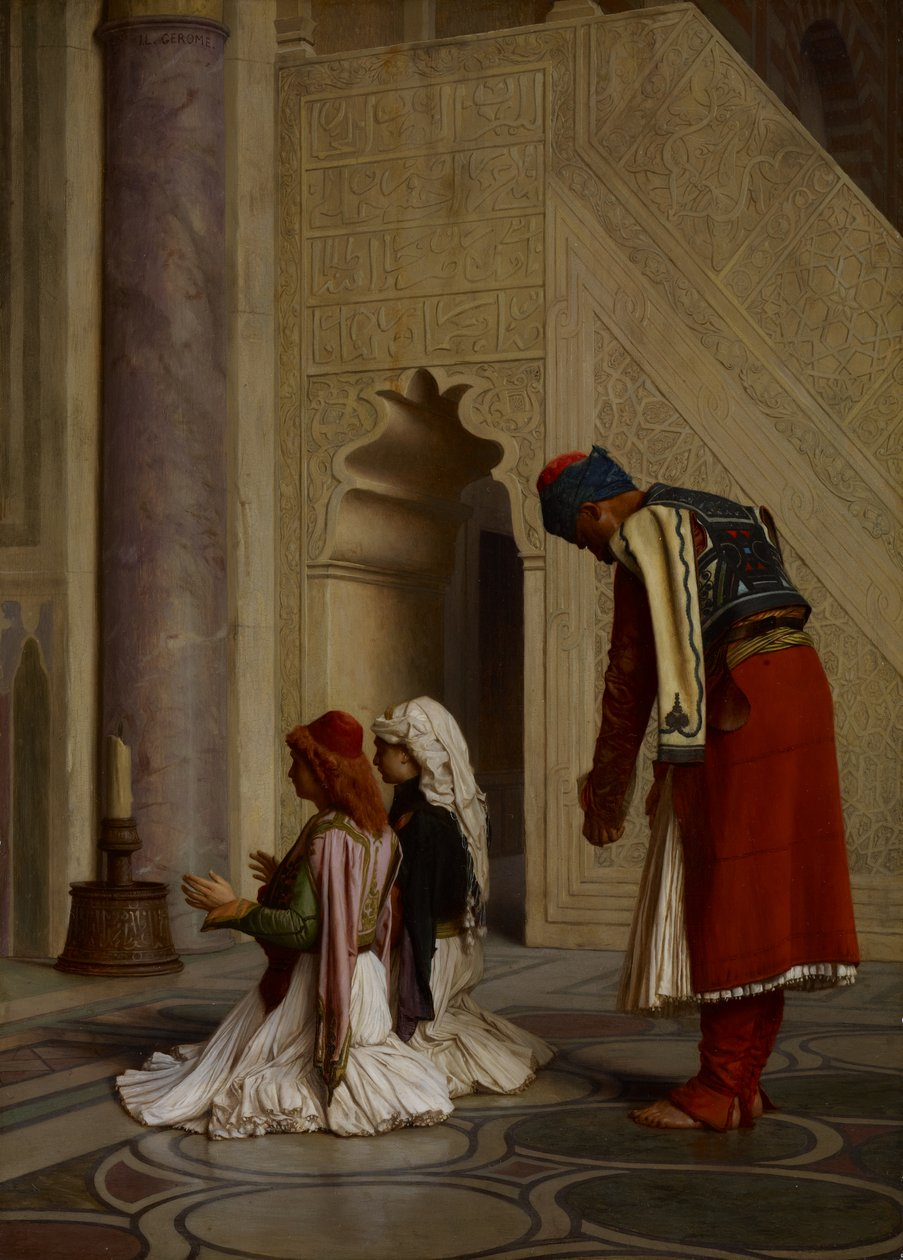
「モスクの若きギリシャ人達」（ジャン＝レオン・ジェローム作）

ギリシャのムスリム社会は均質ではなく、様々な民族的、言語的、社会的背景を持ち、それらが互いに交錯していることも多い。主に17世紀から18世紀にかけて改宗した、ポマクやトルコ人、一部のロマや、特にクレタ島やイピロス、マケドニア西部のギリシャ系ムスリムといった、現在のギリシャ領土に住む複数の民族集団の奉じる宗教と言える。
1923年にギリシャとトルコとの間で住民交換協定が締結され、国内のムスリム人口が激減。同時に約150万人のギリシャ人が小アジアから引き上げてきた。ポマクや、東マケドニア・トラキア出身のトルコ系ムスリム（西トラキア系トルコ人）は住民交換条項から除外された一方、ギリシャ北部のムスリムの多くは、実際はイピロスやマケドニアのギリシャ系ムスリムであった。
しかしながら、その後の歴代ギリシャ政府は、トルコ語話者である東マケドニア・トラキアのムスリムをギリシャ系ムスリムとみなす誤った判断に固執し、ギリシャ北部におけるトルコ系少数民族の存在を認めようとはしなかった。この方針は、当該地域のムスリムがオスマン帝国時代にイスラム教へ改宗したギリシャ人の子孫であるという印象を与えることで、東マケドニア・トラキアがムスリム系住民の民族的起源に基づきトルコに割譲されるという、将来起こり得る事態を避ける狙いがあった。
「ムスリム系少数民族」（ギリシャ語:Μουσουλμανική μειονότητα）という語は、西トラキア、つまりギリシャ北部の東マケドニア・トラキアにおけるイスラム系の宗教的、言語的、民族的少数派集団を指す。1923年にはローザンヌ条約の下、イピロスやマケドニア、ギリシャ北部全域のギリシャ系ムスリムがトルコへ移住。一方、トルコに居住するキリスト教徒も、住民交換協定でギリシャへの移住を余儀無くされる。なお、東マケドニア・トラキアのムスリムおよびイスタンブールやギョクチェアダ島（イムロズ島）、ボズジャ島（テネドス島）のキリスト教徒のみ、交換の対象とはならなかった。
多くの推計によると、ギリシャのムスリムの約半数が自身をトルコ系としており、残りはスラブ語話者のポマクやロマである。オスマン帝国時代の名残であるこのムスリム共同体は、主に西トラキア、すなわちギリシャ北部の東マケドニア・トラキアに居住。当該地域は1923年のローザンヌ条約の下、住民の残留が決定した所でもあり、コモティニでは総人口の約40%、クサンティでは総人口の23%をムスリムが占めている。
1911年から1947年までイタリア王国領であったドデカネス諸島（1923年の住民交換協定の対象とはならなかった）の一部にも、ムスリム系住民が少数いる。その数は約3000人に及び、トルコ人としてのアイデンティティを持ち、トルコ語を話す者もいれば、クレタ系ムスリムのギリシャ語話者の子孫である者もいる。ロドスやコス島（なかんずくプラタノス）に有力なコミュニティがある
ポマクは主に西トラキア・ロドピ山脈の小村に居住している。またギリシャのロマの圧倒的多数がギリシャ正教を奉じる中、トラキアのロマは主にイスラム教を信仰している。公的に認知されたムスリム系少数民族はほとんどがトラキアに居住しており、推計で総人口の0.9%から1.2%に当たる98000人から140000人に上る。他方ムスリム系の不法移民が200000人から500000人いる。ギリシャへのアルバニア系移民は、通常イスラム教徒と見られがちだが、ほとんどの者は世俗的である。

## ギリシャにおけるムスリム系移民

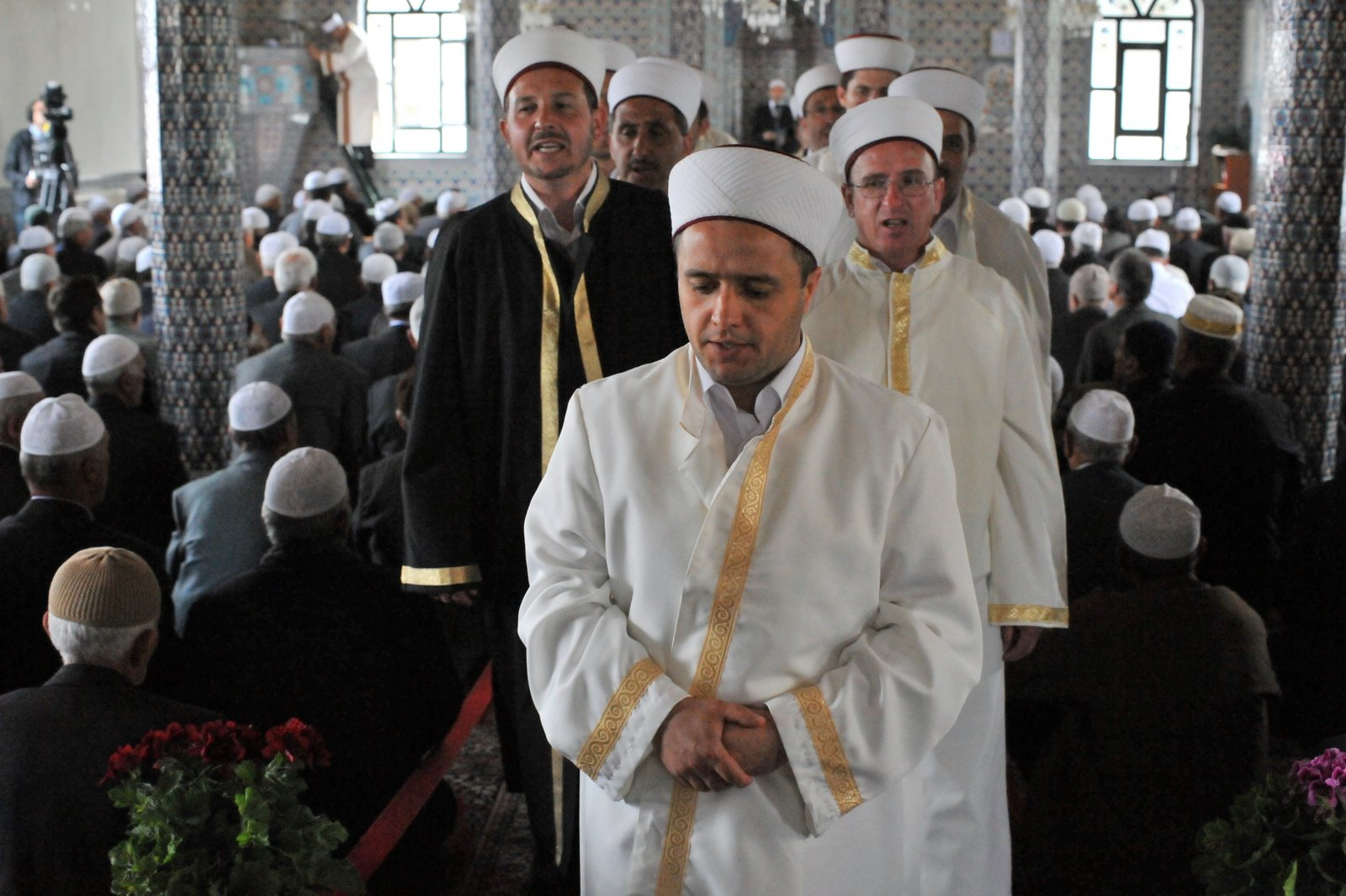
トラキアのモスクで礼拝を行うムスリム

最初のムスリム系移民はエジプト人が中心で、1950年代初頭に同国から来ており、ギリシャ2大都市のアテネとテッサロニキに集まって住んでいる。1990年以降は中近東や北アフリカ諸国のみならず、アフガニスタン、パキスタン、インド、バングラデシュ、ソマリアからの不法移民の数が増えている。
しかしながら、ムスリム系移民の大部分はバルカン半島、とりわけアルバニアや、マケドニア共和国など旧ユーゴスラビアのアルバニア人居住区出身者である。1990年代初頭に東欧で共産主義政権が崩壊すると、アルバニア系労働者はギリシャに移住し始め、経済的機会を求めて低賃金労働に従事。家族をアテネやテッサロニキのような都市に呼び寄せている。2001年の国勢調査では、443550人のアルバニア系市民が国内に居住していると発表された。ただし、移住証明書を持っていない住民や、マケドニア共和国出身のアルバニア系人は含まれていない。
ムスリム系移民の大部分はアテネに居住。ギリシャ政府は2006年7月、信仰の自由を認めてモスクの建設を認可するに至る。加えてギリシャ正教会が、アテネ西部の28,000平米の地所（約2000万ドル相当）をムスリム墓地建設のために寄贈している。しかしながら、双方の建設ともに2010年まで着工されないままとなっている。
近年では反イスラム主義によるものと見られるモスク爆破事件がクレタ島で発生したが、犯人はいまだ捕まっていない。また、右翼団体による反イスラム的な言論が見受けられる。

## ギャラリー

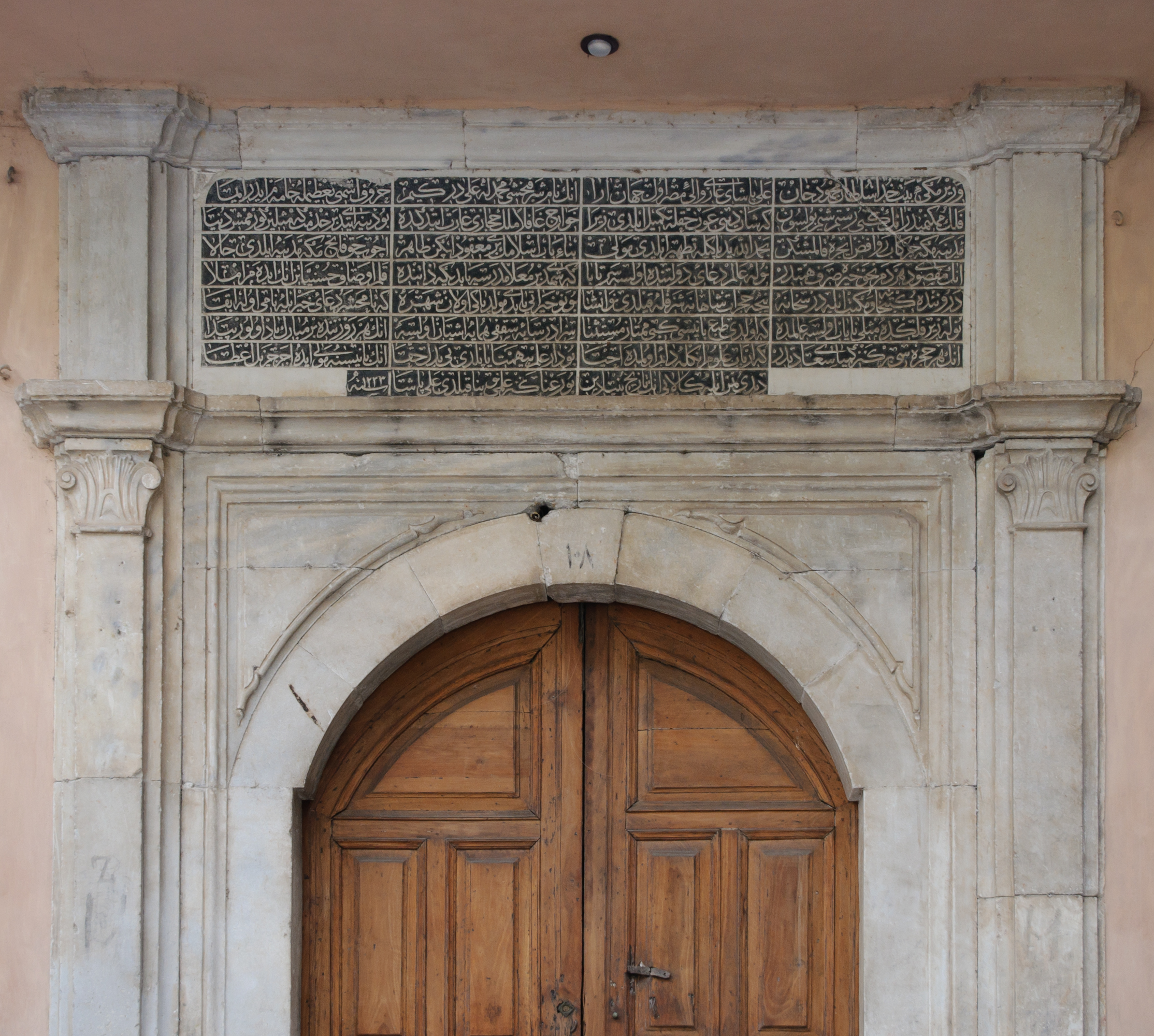
アラビア語で書かれたカヴァラの門
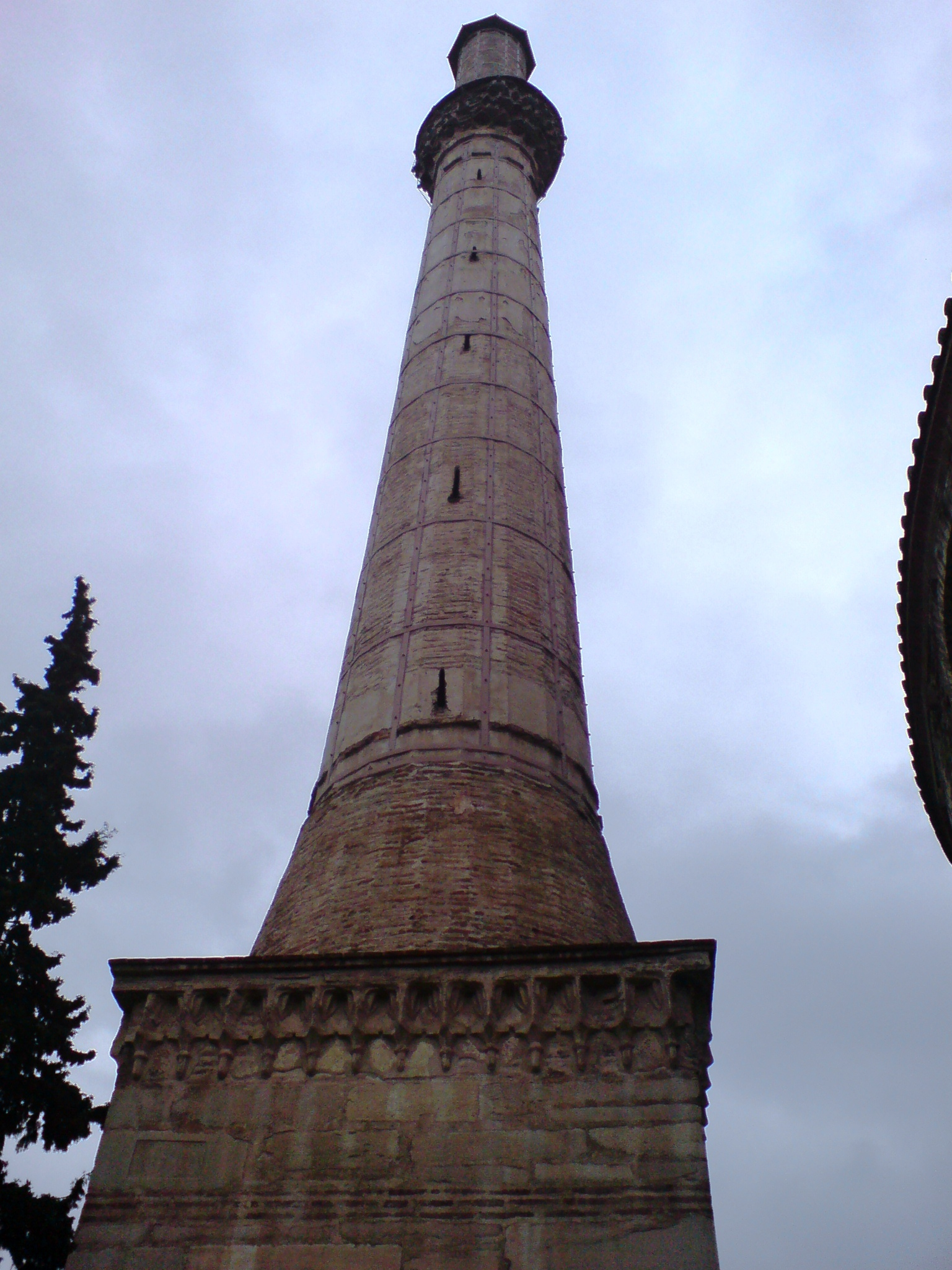
モスク跡
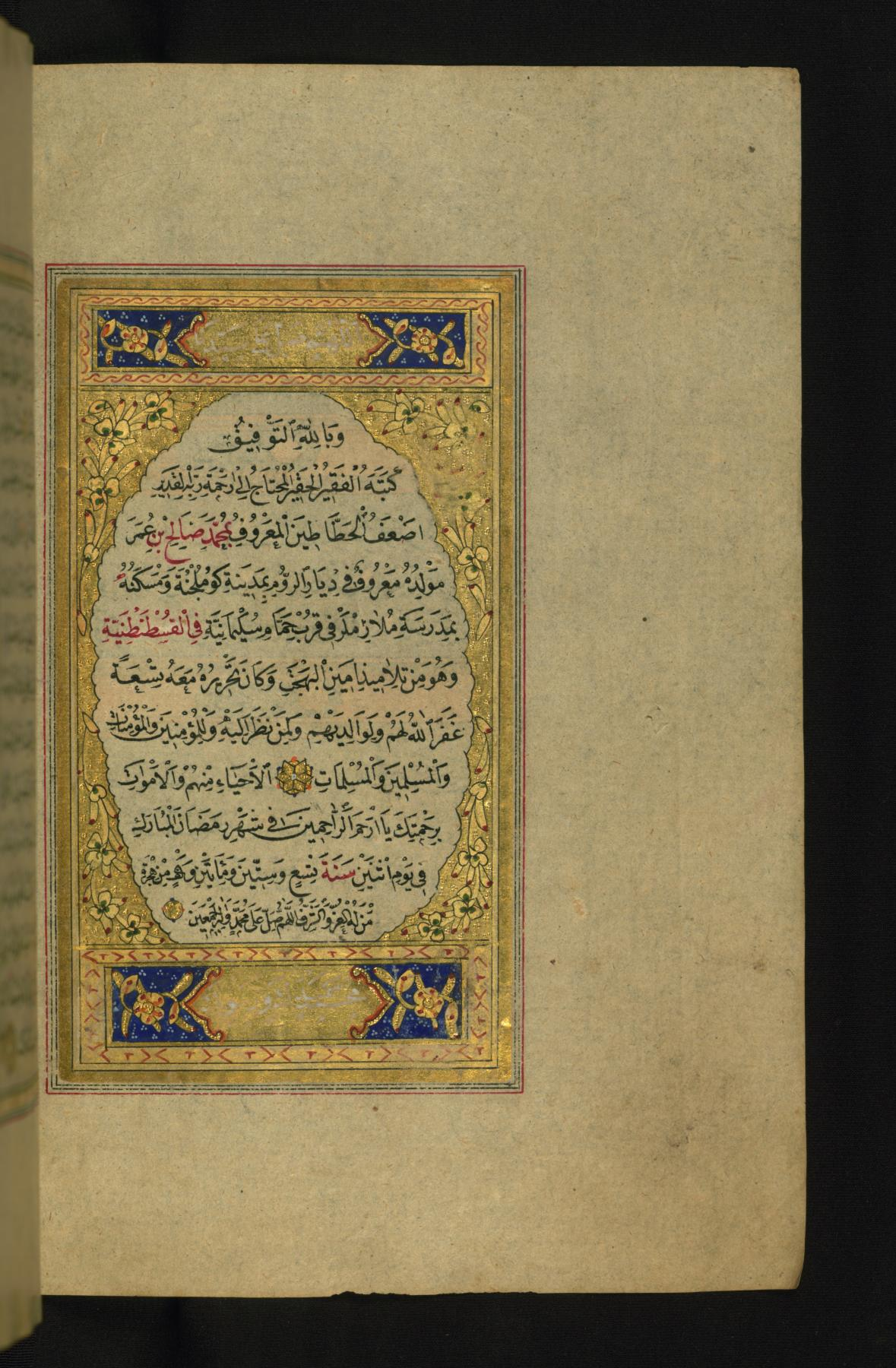
ギリシャからのアラビア語の文書
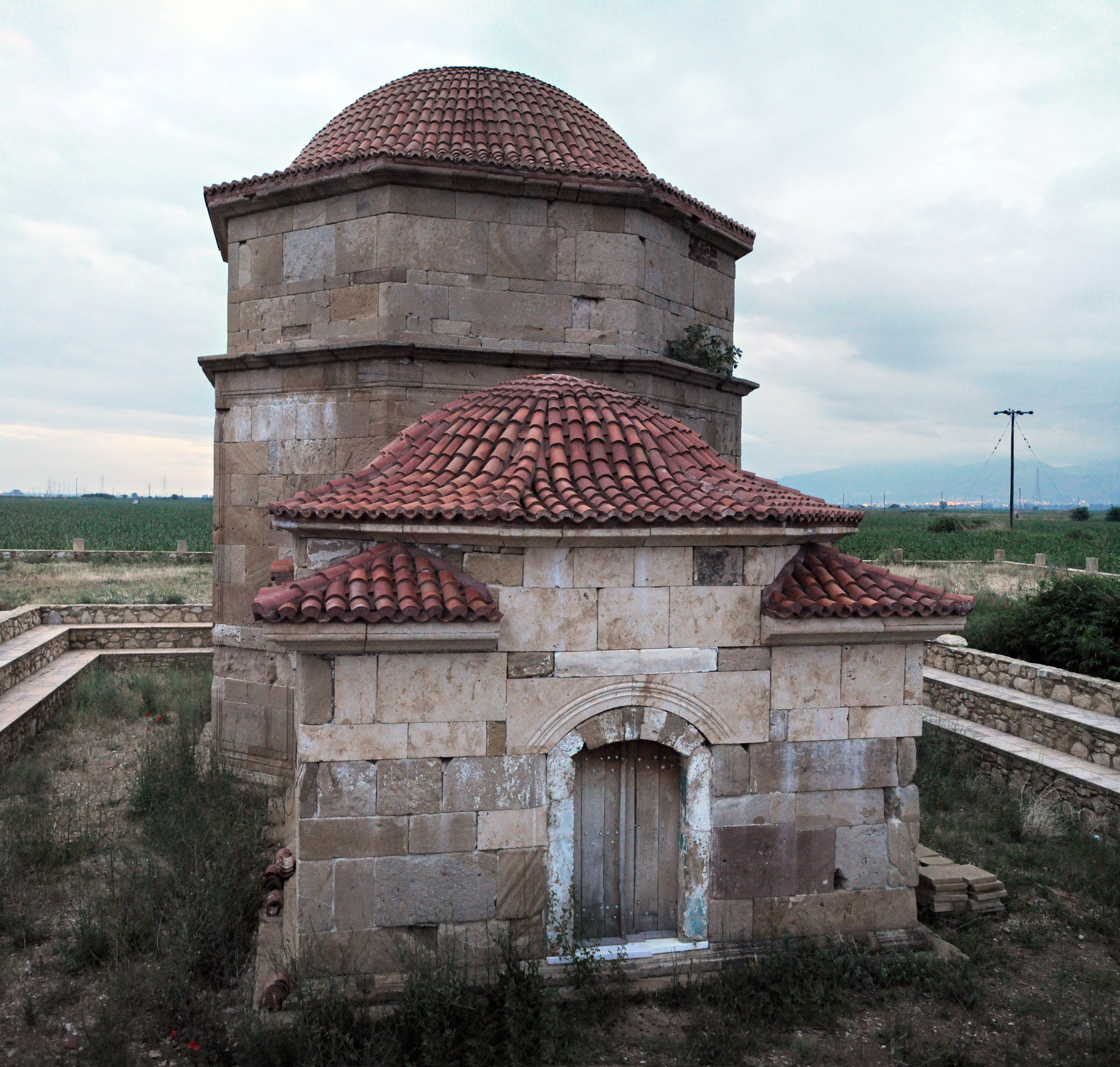
ベクタシュ教団の聖堂（西トラキア・セリノ）